# Solanka bezbronna
Solanka bezbronna (Salsola inermis Forssk.) – gatunek rośliny z rodziny szarłatowatych (Amaranthaceae).

## Charakterystyka
Roślina jednoroczna, roślina efemeryczna. Rośnie na piaskach, na stepach i pustyniach, często w warunkach ekstremalnych. Kwitnie od lipca do września. Na pędach nie posiada kolców.

## Zastosowanie
Popiół pozostały po spaleniu solanki bezbronnej mieszano z oliwą z oliwek i otrzymywano w ten sposób ług używany do mycia i prania. W tym samym celu używano także solanki kolczystej lub solirodu krzaczastego. W Biblii znajdują się w 3 miejscach odniesienia do takiego zastosowania ługu: (Jr 2,22, Ml 3,2, Dn 13,17).